# Диляли-Мюсканлы
Диляли-Мюсканлы (азерб. Diləli Müskənli) — село в административно-территориальном округе села Дондарлы Губадлинского района Азербайджана. Село расположено на берегу реки Базарчай.

## История
По данным «Свода статистических данных о населении Закавказского края, извлеченных из посемейных списков 1886 года», в селе Дилалу-Мусканлу Гёдакларского сельского округа Зангезурского уезда Елизаветпольской губернии было 62 дыма и проживало 236 курдов шиитского вероисповедания. Всё население являлось казёнными крестьянами.
В ходе Первой карабахской войны, в 1993 году село было занято армянскими вооружёнными силами, и до 2020 года находилось под контролем непризнанной НКР.Согласно административно-территориальному делению НКР, село находилось в Кашатагском районе и называлось Джанфида. После Второй карабахской войны небольшие участки в Губадлинском и Зангеланском районах оставались под контролем армянской стороны. По словам премьер-министра Армении Никола Пашиняна, 9 ноября, во время подписания заявления о прекращении огня, стороны достигли «устного взаимопонимания» о том, чтобы «провести уточнение пограничных точек» на этих участках. В итоге, в декабре армянские войска «отступили на границу Советской Армении», и территории Губадлинского и Зангеланского районов полностью вернулись под контроль Азербайджана.